# Antoine Lecerf
Pour les articles homonymes, voir Cerf (homonymie).
 (février 2009).
Si vous disposez d'ouvrages ou d'articles de référence ou si vous connaissez des sites web de qualité traitant du thème abordé ici, merci de compléter l'article en donnant les références utiles à sa vérifiabilité et en les liant à la section « Notes et références ».
Antoine Lecerf est un général de corps d’armée français, né le 7 janvier 1950 à Paris et mort le 22 avril 2011 à Lyon.

## Biographie
En septembre 1972, il est admis à l’École spéciale militaire de Saint-Cyr. Il y passe deux ans au sein de la promotion de Linarès. À l’issue de sa scolarité, il choisit l’arme de l’infanterie et poursuit sa formation à l’école d'application de l'infanterie à Montpellier. En septembre 1975, il rejoint le 2e régiment étranger à Corte-Bonifacio comme chef de section puis est muté en juin 1976 au 3e régiment étranger d'infanterie à Kourou (Guyane).
En août 1978, il retrouve le 2e Régiment étranger à Corte-Bonifacio où, après avoir été adjoint au commandant d’unité, il commande la 6e compagnie et participe à la force intérimaire des Nations unies au Liban à Beyrouth de mai à juin 1983. À son retour du Liban, il est affecté à Lille pour occuper les fonctions d’aide de camp du général commandant la 2e région militaire, commandant le  3e corps d’armée.
En juin 1985, il est désigné comme stagiaire au Command and General Staff College à Fort Leavenworth (États-Unis) avant d'être admis en juin 1987 à l’école supérieure de guerre à Paris en qualité de stagiaire de la 101e promotion.
En juin 1989, il rejoint, en tant que chef du bureau opérations instruction, le 2e régiment étranger d'infanterie à Nîmes et participe d’octobre 1989 à février 1990 au détachement terre "Épervier" au Tchad puis à l’opération "Requin" au Gabon de mai à juin 1990 avant de prendre les fonctions de commandant en second du régiment.
Il participe, de septembre 1990 à mars 1991, à l’opération "Daguet" en Arabie saoudite puis est affecté en juillet au cabinet du ministre de la défense à Paris en qualité d’adjoint au chef de la cellule terre.
En juillet 1994, il prend le commandement du 2e régiment étranger d'infanterie. Il commande d’août à décembre le détachement des éléments français d’assistance opérationnelle en République centrafricaine et est détaché de juin à novembre 1995 en Bosnie-Herzégovine dans le cadre de la force de réaction rapide comme chef de corps du bataillon interarmes français de la brigade multinationale. De mai à juillet 1996, il commande de nouveau le détachement des éléments français d’assistance opérationnelle en République centrafricaine et participe à l’opération "Alamandin II". En juillet, il rejoint le collège interarmées de défense à Paris comme professeur.
Il est auditeur de la 50e session de l’institut des hautes études de défense nationale en 1997 puis est chargé de mission à l’état-major interarmées de planification opérationnelle à Creil en juillet 1998. Deux ans plus tard, il est affecté au commandement de la force d'action terrestre à Lille comme chef de la division Plans. En août 2002, il prend les fonctions de chef de la division Emploi à l’état-major des armées à Paris.
En août 2004, il est nommé commandant de l’état-major de force n° 4 à Limoges. Il commande, ensuite, les forces françaises engagées dans l’opération Licorne en Côte d’Ivoire du 15 juin 2006 au 9 juillet 2007. Il reçoit le 15 septembre 2007 le commandement de la force d’action terrestre devenu commandement des forces terrestres en juin 2008;
Il quitte la tête du commandement des forces terrestres le 16 juillet 2010 et fait ses adieux aux armes.
Il décède des suites d'un cancer le 22 avril 2011.

## Décorations
|  |  |  |
|  |  |  |
|  |  |  |
|  |  |  |

### Intitulés
- Grand officier de la Légion d’honneur (commandeur par décret du 1/07/2006 - officier le 14/07/2000 - chevalier le 30/07/1992)
- Commandeur de l’ordre national du Mérite, décret du 6/11/2003 (officier 17/12/1996, chevalier 22/12/1988)
- Croix de guerre des TOE avec étoile de vermeil.
- Croix de la Valeur militaire avec deux étoiles de bronze
- Médaille de la Gendarmerie nationale
- Croix du combattant
- Médaille d'Outre-Mer
- Médaille de la Défense nationale (échelon bronze)
- Médaille commémorative française
- Médaille de l'ONU pour l'Ex-Yougoslavie
- Arabie saoudite :  Nut Tahrir al-Kuwait (médaille de la libération du Koweït)
- Koweït : Wisam Al-Tahrir (médaille de la libération du Koweït)